# Phyllodoce colmani
Phyllodoce colmani är en ringmaskart som beskrevs av Francis Day 1949. Phyllodoce colmani ingår i släktet Phyllodoce och familjen Phyllodocidae. Inga underarter finns listade i Catalogue of Life.